# Start Hill
Start Hill är en kulle i Antarktis. Den ligger i Sydshetlandsöarna. Argentina, Chile och Storbritannien gör anspråk på området. Toppen på Start Hill är 270 meter över havet.
Terrängen runt Start Hill är mycket platt. Trakten är obefolkad. Det finns inga samhällen i närheten. 